# Metzgeriaceae
Die Metzgeriaceae sind die einzige Familie der Ordnung der Metzgeriales, einer Gruppe von Moosen mit einfach gebautem Thallus, die rund 100 Arten in vier Gattungen umfasst.
Die Metzgeriaceae sind weltweit verbreitet, haben ihre Hauptverbreitung jedoch in den Tropen und Subtropen.

## Merkmale
Die Thalli sind linealisch und besitzen eine deutliche Mittelrippe und einzellschichtige Thallusflügel. Ein Zentralstrang fehlt. Am Thallusrand finden sich häufig einzellige Haare. Ölkörper fehlen oder sind nur klein. Die Gametangien werden an kurzen, speziellen Verzweigungen gebildet. Die Kalyptra ist länglich, fleischig und behaart. Ein Pseudoperianth fehlt. Die Seta ist kurz. Das Sporangium ist rundlich bis oval. Es öffnet sich mit vier Schlitzen.

## Systematik
Ihr Name geht auf den Kupferstecher Johann Baptist Metzger aus Staufen im Breisgau zurück, nach dem die Gattung Metzgeria benannt ist. Die Familie umfasst fünf Gattungen, die bis auf Metzgeria alle sehr artenarm sind:
- Metzgeria ~100 Arten
- Apometzgeria 2 Arten
  - Apometzgeria pubescens
- Steereella 2 Arten
- Austrometzgeria, monotypisch
  - Austrometzgeria saccata
- Vandiemenia, monotypisch
  - Vandiemenia ratkowskiana

## Verbreitung
Die Arten der Ordnung sind von den polaren Gebieten bis in die Tropen weltweit verbreitet. Ihre größte Mannigfaltigkeit erreichen sie allerdings in den Subtropen und Tropen.